# Przy budowie
Przy budowie – debiutancka powieść produkcyjna Tadeusza Konwickiego, opublikowana w 1950 roku. Była ona wydawniczym debiutem powieściopisarskim pisarza, chociaż w rzeczywistości jego pierwszą powieścią były Rojsty, nieopublikowane z powodu cenzury. Doświadczenia służące napisaniu powieści produkcyjnej Konwicki zdobywał pracując w latach 1949–1950 jako robotnik w Nowej Hucie.

## Fabuła
Akcja powieści rozgrywa się na przełomie roku 1949 i 1950. Głównym bohaterem jest Paweł Czajkowski, pracujący przy budowie linii kolejowej. Robotnicy mają problemy z dotrzymaniem terminu zakończenia robót, wyznaczonego na 22 lipca 1950. Wynika to ze szkodliwej działalności "wrogów klasowych", problemów organizacyjnych oraz braku zaangażowania budowniczych, którzy nie są odpowiednio uświadomieni politycznie. Jednak przeszkody te zostają w toku akcji przezwyciężone, dzięki czemu można spodziewać się realizacji planu.

## Utwór jako produkcyjniak
Utwór powstawał w początkowej fazie socrealizmu, zastosowane w niej schematy fabularne i rozwiązania były więc prekursorskie i stały się wzorcem dla innych powieści produkcyjnych. Powieść posiada wszystkie wady charakterystyczne dla twórczości socrealistycznej – fabuła jest nierozbudowana, postacie typowe, a całość podporządkowana jest tendencji marksistowskiej.